# Savanna Samson
Pour les articles homonymes, voir Samson (homonymie).
Savanna Samson, née Natalie Oliveros le 14 octobre 1967 à Rochester (État américain de New York), est une ancienne actrice pornographique américaine. Son pseudonyme prête parfois à confusion avec celui de Shannon Wilsey dite Savannah, autre actrice X connue.

## Biographie
Issue d'une famille de cinq enfants, Natalie a grandi à Watertown (État de New York). Elle a commencé très jeune à prendre des cours de ballet. Elle avait ainsi des bases quand elle se lança dans le striptease au Scores Gentlemen's Club à New York vers le mi-temps des années 1990. Elle ne tarda pas à faire des apparitions dans des émissions de radio d'Howard Stern et de télévision sur Entertainment Television (E!). Elle a quatre sœurs, et un fils né en 2002, déclarant être une catholique dévouée et pratiquante, malgré sa carrière et son style de vie sous son pseudonyme dans le X. Elle est dorénavant séparée de son mari après cinq ans de vie ensemble.

### Carrière pornographique
Le fantasme du mari de Natalie était de se marier avec une star du porno. Elle tourna donc une scène pornographique avec Rocco Siffredi en 2000, en donnant la vidéo à son mari lors de leur nuit de noces. La vidéo et les passages répétés de Savanna dans l'émission d'Howard Stern, attirèrent l'attention du studio Vivid Entertainment. En 2002, elle signa un contrat avec Vivid, devenant de la sorte une « Vivid girl »).
Elle s'est récemment intéressée à l'écriture en étant l'autrice de certains chapitres de How To Have A XX Sex Life, publié par Regan Books. En 2005, Savanna joua un des rôles principaux dans un remake au budget modéré du film pornographique The Devil in Miss Jones. Dans ce remake intitulé The New Devil in Miss Jones, elle apparut aux côtés de Jenna Jameson. Savanna et Jenna se virent décerner l'AVN Award de Best All-Girl Sex Scene (meilleure scène sexuelle lesbienne) en 2006. Savanna décrocha seule la récompense de Best Actress (Film) (meilleure actrice de film).
Le 3 février 2006, Savanna, Jenna Jameson et d'autres "Vivid Girls" organisèrent le premier Vivid Club Jenna Super Bowl Party au Zoo Club à Détroit (Michigan) en marge du Super Bowl. Avec un ticket d'entrée fixé à 1 000 dollars l'unité, le spectateur pouvait assister à un "défilé-spectacle" de lingerie mais il n'y était pas question de nudité ou de sexe. Une fois annoncé, l'événement provoqua une certaine controverse avec la NFL qui n'en fit pas un spectacle officiel du superbowl.

### Reconversion
En 2005, après un séjour en vacances en Toscane (Italie, Europe), Savanna a décidé de se reconvertir dans la viticulture. Étant la femme d'un marchand de vins, elle a fréquemment voyagé en France et en Italie, et a souvent eu l'idée de posséder son propre vignoble. Pendant son enfance, elle aidait ses parents dans leur cave à vins.
Elle a ensuite fondé son entreprise spécialisée, Savanna Samson Wines, et a demandé au viticulteur et consultant italien Roberto Cipresso du raisin de Toscane afin qu'elle puisse élaborer son propre vin. Ils ont choisi un mélange de Cesanese Comune (en) (à 70 %), Sangiovese (20 %) et Montepulciano (10 %), qui a produit un vin rouge qu'elle a nommé Sogno Uno. En juin 2007, l'entreprise de Savanna a produit deux autres vins.

## Filmographie
- 2003 : Rocco Meats an American Angel in Paris,
- 2004 : The Masseuse,
- 2005 : The New Devil in Miss Jones,
- 2006 : Colors,
- 2007 :
  - Rough Draft,
  - Where the Boys Aren't 18,
- 2008 : Where the Boys Aren't 19,
- 2009 : I Was a Teenage MILF,
- 2010 : The Devil in Miss Jones: The Resurrection

## Récompenses
- AVN Awards :
  - en 2008, Best Group Sex Scene - Film dans Debbie Does Dallas... Again (2007) ;
  - en 2006[3],
    - Best Actress - Film dans The New Devil in Miss Jones (2005) ;
    - Best All-Girl Sex Scene - Film dans The New Devil in Miss Jones (avec Jenna Jameson) ;

  - en 2005,
    - Best Group Sex Scene - Film dans Dual Identity (2003) (avec Katsuni, Alex Metro) ;
    - Best All-Girl Sex Scene - Film dans[Quoi ?] ;

  - en 2004[4],
    - meilleure actrice dans le film (Best Actress - Film) Looking In ;
    - Best Group Sex Scene - Film dans Looking In.

- GayVN Awards en 2007 : Best Non-Sex Performance dans La Dolce Vita (2006).

- Eroticline Awards en 2005 : Beste Darstellerin USA[Quoi ?].